# Ejector de gaze

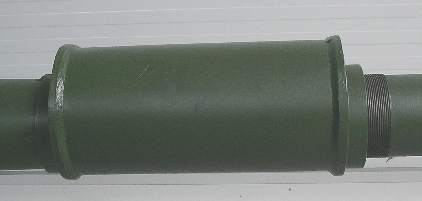
Ejector de gaze montat pe tunul L7 de 105 mm al tancului Leopard 1.

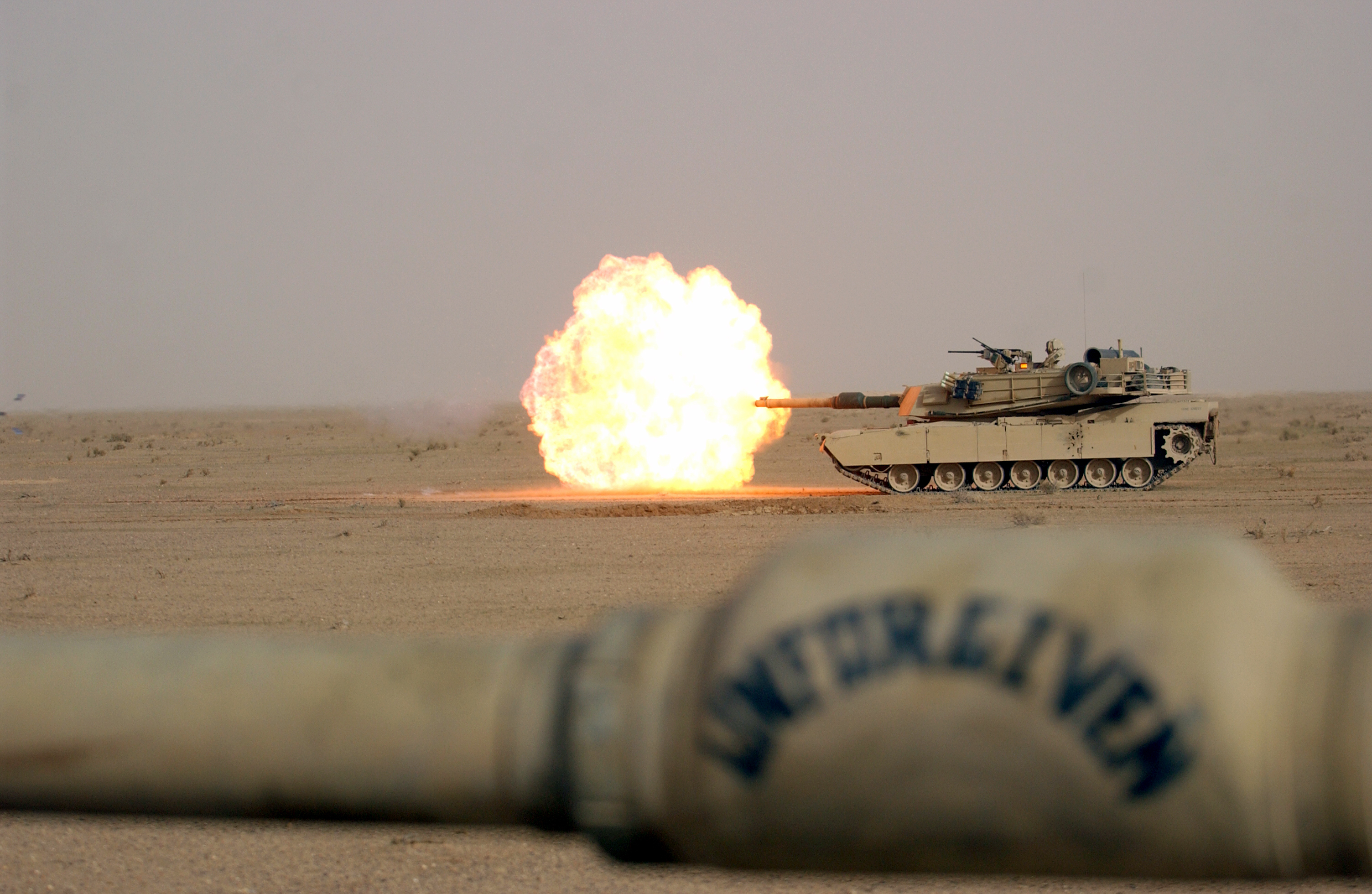
În prim-plan, ejectorul de gaze al tancului M1 Abrams, iar în planul secund un alt tanc M1 execută o tragere. La gura țevii se poate observa combustia.

Un ejector de gaze (denumit uneori extractor de fum sau degazificator) este un dispozitiv montat pe țeava tunului unui vehicul blindat de luptă care împiedică întoarcerea gazelor toxice înapoi în compartimentul de luptă, prin culată, în momentul în care se încarcă un nou proiectil.

## Descriere
Ejectoarele de fum sunt folosite de obicei la tunurile de calibru mare ale tancurilor și autotunurilor. Fără aceste dispozitive, în interiorul compartimentului de luptă intră noxe și alte reziduuri care apar după executarea tragerii. Acestea îngreunează respirația (prin scăderea nivelului de oxigen) și au un miros puternic, care poate da senzații de greață echipajului. Persoanelor din interiorul compartimentului de luptă le este astfel distrasă atenția, iar viteza de reacție este redusă din cauza fumului.
Ejectorul este practic un recipient care reține gazele fiebinți, de înaltă presiune, rezultate după tragerea unui proiectil. Gazele sunt eliberate după ce proiectilul iese pe gura țevii. În momentul în care proiectilul trece prin zona unde este montat dispozitivul, o deschidere aflată pe țeava tunului absoarbe gazele și le reține până când proiectilul este azvârlit, apoi le eliberează înapoi pe țeavă. Orificiile de eliberare sunt înclinate spre gura țevii, iar fluxul de gaze aflat sub presiune este direcționat spre ieșire, trăgând după el și aer proaspăt din interiorul compartimentului de luptă prin culata deschisă. Aceste dispozitive reduc șansele ca încărcătura de azvărlire să ajungă înapoi în turelă și să rezulte combustia în momentul în care intră în contact cu oxigen. Combustia din interiorul compartimentului de luptă se poate produce însă dacă ejectorul de gaze este slab proiectat, neîntreținut sau avariat. În prezent, ejectoarele de gaze sunt o caracteristică a tancurilor moderne.
Primele tunuri care au avut ejectoare de gaze au fost modelul D-10 (instalat pe tancurile sovietice T-54/55) și Royal Ordnance L7 (instalat pe tancul britanic Centurion).   